# Margarete Hannsmann

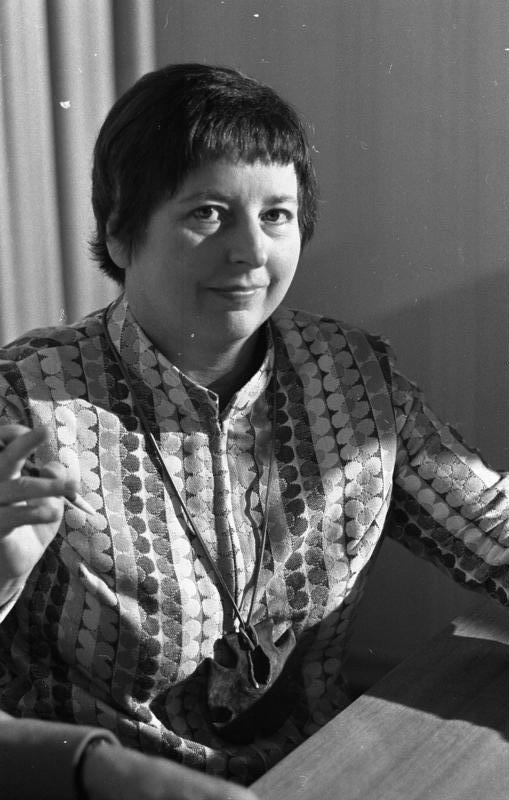
Margarete Hannsmann (1970)

Margarete Dorothea Hannsmann (geborene Wurster, * 10. Februar 1921 in Heidenheim an der Brenz; † 29. März 2007 in Stuttgart) war eine deutsche Schriftstellerin, die auch unter dem Pseudonym Sancho Pansa veröffentlichte.

## Leben
Die Tochter eines nationalsozialistisch eingestellten Lehrers war zunächst Jungmädelscharführerin und Referentin in der Hitlerjugend, ehe sie sich von der NS-Ideologie löste und ihr zunehmend ablehnend gegenüberstand. Sie absolvierte in Stuttgart eine Ausbildung zur Schauspielerin bei Emmy Remolt-Jessen, trat bei Fronttheateraufführungen auf und heiratete 1943 den Journalisten und späteren Verleger Heinrich Hannsmann. Nach dessen Tod 1958 arbeitete sie unter anderem beim Rundfunk, als Lehrmittelhändlerin, Anzeigenverkäuferin sowie als Puppenspielerin, um sich und ihre zwei Kinder ernähren zu können. In den 1960er Jahren reiste sie zusammen mit dem Schriftsteller Johannes Poethen mehrfach nach Griechenland. Ab 1967 war sie Lebensgefährtin von HAP Grieshaber. Nach dessen Tod 1981 lebte sie zunächst in Griechenland, zuletzt lebte sie in Stuttgart.
Hannsmann engagierte sich in der Friedens-, Umwelt- und Anti-Atomkraft-Bewegung und war unter anderem ab 1984 Mitglied des P.E.N.-Präsidiums. Nach ihrem Tod 2007 wurde sie auf dem Dornhaldenfriedhof bestattet.
Ihr Sohn Cornelius Hannsmann war ihr Nachlassverwalter. Er starb am 11. Oktober 2010.

## Werke
Ab 1964 erschienen zahlreiche Gedichtbände, Prosa, Reisebeschreibungen und Hörspiele, so u. a.:
- Lyrik
  - Tauch in den Stein (Darmstadt 1964)
  - Maquis im Nirgendwo (Darmstadt 1966)
  - Grob, fein & göttlich (Hamburg 1970)
  - zwischen urne und stier (Hamburg/Düsseldorf 1971)
  - Das andere Ufer vor Augen (Düsseldorf 1972)
  - Rauch von wechselnden Feuern (Aufbau Berlin und Weimar 1978)
  - Spuren (Leipzig bzw. Düsseldorf 1981)
  - Drachmentage (Düsseldorf 1986)
  - Rabenflug (Stuttgart 1987)
  - Raubtier Tag (Stuttgart 1989)
  - Purpuraugenblick (Stuttgart 1991)
  - Dieser Traum. Laurin-Gedichte (Meran 1999)
- Prosa
  - Drei Tage in C. (München 1965)
    - Drei Tage in C. Neuausgabe mit biobibliographischem Anhang (Berlin 2021), ISBN 978-3-945980-51-4 pdf

  - Der helle Tag bricht an. Ein Kind wird Nazi (München/Hamburg 1982)
  - Sancho Pansa (id est M. H.): Chauffeur bei Don Quijote. Wie hap Grieshaber in den Bauernkrieg zog (Düsseldorf 1977)
  - Pfauenschrei, Die Jahre mit HAP Grieshaber (München 1986)
  - Tagebuch meines Alterns (München 1991)
  - Bis zum abnehmenden Mond (München 1998)
  - Protokolle aus der Dämmerung. Franz Fühmann, Margarete Hannsmann, HAP Grieshaber (Rostock 2000)

## Ehrungen
- 1976: Schubart-Literaturpreis der Stadt Aalen
- 1980: Literaturpreis der Stadt Stuttgart
- 1982: Bundesverdienstkreuz am Bande
- 2017: Der Margarete-Hannsmann-Saal in der Heidenheimer Stadtbücherei wurde nach ihr benannt.
- Ebenso der Weg zwischen dem Teehaus im Stuttgarter Weißenburgpark und der Schillereiche. Er liegt nahe dem Haus Zur Schillereiche 23, in dem sie bis zu ihrem Tod wohnte.